# Penny Serenade
Penny Serenade is een romantische komedie uit 1941 onder regie van George Stevens (de regisseur die later films als Woman of the Year en Giant maakte). Cary Grant en Irene Dunne spelen de hoofdrollen. De film bevindt zich in het publiek domein.

## Verhaal
Wanneer Julie net op het punt staat om haar man Roger te verlaten, vindt ze een verzameling herinneringen van vroeger. Daarna ziet men via terugblikken hoe het gelopen is van het eerste moment dat ze Roger ontmoette tot aan de relationele problemen.

## Rolverderling
| Acteur           | Personage              |
| ---------------- | ---------------------- |
| Irene Dunne      | Julie Gardiner (Adams) |
| Cary Grant       | Roger Adams            |
| Beulah Bondi     | Miss Oliver            |
| Edgar Buchanan   | Applejack Carney       |
| Ann Doran        | Dotty "Dot"            |
| Eva Lee Kuney    | Trina                  |
| Leonard Willey   | Doctor Hartley         |
| Wallis Clark     | rechter                |
| Walter Soderling | Billings               |
| Jane Biffle      | baby                   |